# Werner Mölders
Werner Mölders (Gelsenkirchen, Észak-Rajna-Vesztfália, 1913. március 18. – Breslau, 1941. november 22.) német vadászrepülő pilóta (becenevén Vati, azaz „Papa”). Ő volt az első a történelemben, aki elérte a bűvös 100. légi győzelmet. Összesen 115 győzelmet aratott:
- A spanyol polgárháborúban: 14[1]
- A második világháborúban: 101.

Gyorsan menetelt a ranglétrán, 28 éves korában már ezredes volt.

## A háború előtt
Mölders 1913. március 18-án látta meg a napvilágot Gelsenkirchenben. Édesapja tanár, Viktor Mölders, édesanyja Annemarie Mölders. Apja 1915. március 2-án elesett a franciaországi Argonne erdőben folyó ütközetben. Korán, 1931-ben diplomás lett.
1931. április 1-jén belépett a hadseregbe, ahol ő volt a legfiatalabb kadét. 1934-ben kérvényezte áthelyezését az újonnan megalakult légierőhöz, a Luftwafféhoz. Már az első tesztek egyikén kiszóródott, mert a forgószékes próbán újra és újra megbukott, émelygés és hányás miatt. Ennek ellenére nem adta fel és addig próbálkozott, míg legyőzte önmagát és sikerült ezt a próbatételt teljesítenie. 1935. július 1-jén a parancsnokság levelet küldött, amiben kijelölték a 1./JG 334 századparancsnoknak. Szolgálatát oktatóként kezdte Wiesbadenben.

## Condor légió
Németország hozzájárulásaként 1936-ban a spanyol polgárháborúba a Condor légiót küldte, azért hogy segítse a falangistákat. Mölders 1938-ban önkéntesként belépett a Condor légióba, és április 14-én hajón a spanyolországi Cádizba érkezett. Adolf Galland, J/88 3. Staffeljéhez tartozott ahol négy század He 51 szolgált. A harcok alatt nem csak pilóta- és lövésztudása mutatkozott meg, hanem mint taktikai és üzemeltetési tervező is szerepet kapott. Kifejlesztett egy új kötelékformációt, ami Viervingerschwarm néven híresült el. A négyujjas raj fantázianevet voltaképpen azért kapta, mert a négygépes köteléket a Schwarmot két géppár alkotta, és a párok Rotték az időjárástól és a széltől függően 25–200 méterre helyezkedtek el egymástól, a repülőgépek helyzete a kötelékben hasonló volt az emberi ujjak elhelyezkedéséhez. Emellett valószínűleg Mölders találta fel a repülőgépekre a külső fegyverterhelés rovására felfüggeszthető, légi harc előtt ledobható tüzelőanyag-póttartályt is.
1938-ban Mölders volt a legeredményesebb pilóta a Condor légióban a maga 14 légi győzelmével. Négy I–15-öst és tíz I–16-ost lőtt le az új Bf 109 típusú vadászgépével. Az év végén hazatért Németországba, ahol már híres pilótaként fogadták. A legtöbb fiatal kadét őt tekintette példaképnek olyannyira, hogy Vatinak, azaz Apunak nevezték. 1939-ben kinevezték századparancsnoknak az 1./JG 53 vadászezredhez.

## Második világháború

### Afurcsa háborúés afranciaországi hadjárat
Mölders lőtte le az első repülőgépet a második világháborúban, 1939. szeptember 20-án. 1940. május 27-én, a huszadik győzelme után előléptették századossá ami mellé megkapta a Vaskeresztet. Ő volt az első pilóta aki ebben a megtiszteltetésben részesült. A JG 53 tisztjeként részt vett a franciaországi harcokban. 25 ellenséges gépet semmisített meg, így győzelmeinek száma 39-re emelkedett.
1940. június 5-én egy Dewoitine D.520-sal repülő francia pilóta, Compiègne-től nyugatra lelőtte Mölders gépét. Hadifogságba került, de két héttel később már kiszabadult, mert a rohamtempóban előrenyomuló német csapatok elfoglalták Franciaországot.

### Angliai csata

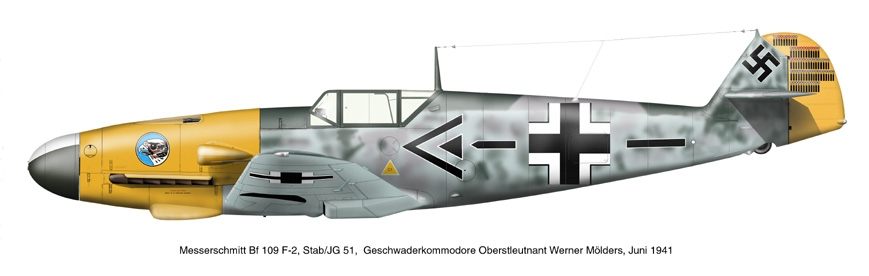
Werner Mölders Bf 109-ese

1940. július 27-én visszatért Németországba, ahol őrnagyi rendfokozatot kapott és kinevezték a JG 51 parancsnokává. Mölders a Dover feletti harcokban szembetalálta magát Adolph „Sailor” Malannal a RAF egyik legjobb pilótájával. A vele történt légi harcben megsebesült, de Mölders sikeres kényszerleszállást hajtott végre Wissant repterén. A sebesülése nem volt súlyos, gyógyulása egy hónapig tartott majd újra repülhetett.
1940 végére Mölders már 55 légigyőzelmet aratott. Huszonötöt Franciaország felett, 30-at pedig az angliai csata idején). Ám a Luftwaffe hatalmas veszteségei miatt 1941 májusában véget ért az angliai csata. Möldersnek addigra összesen 68 igazolt győzelme volt.

### Keleti front
1941 júniusában a JG 51-et áthelyezték a keleti frontra. Az első bevetés Möldersnek három győzelmet hozott. Alakulata az egyike volt annak a négy vadászezrednek, amelyek a Barbarossa hadműveletben hat hét alatt 1000 szovjet repülőt semmisítettek meg. Június 30-án, 11 órakor Mölders lett a világ legeredményesebb pilótája, miután lelőtt öt szovjet bombázót. Győzelmeinek száma ekkor 82, amivel megelőzte az addigi csúcstartót Manfred von Richthofent, a Vörös Bárót.
A következő rekordját 1941 július 15-én állította be: 101 igazolt győzelemmel. Ezért az eredményéért megkapta a legmagasabb katonai kitüntetést, a Vaskereszt lovagkeresztjének tölgyfalombokkal, kardokkal, briliánsokkal ékesített darabját. Hermann Göring ezután megtiltotta neki, hogy további bevetéseket teljesítsen.

### Parancsnoki beosztás
28 évesen, augusztus 7-én ezredessé léptették elő és ő lett a vadászrepülők főfelügyelője. 1941 szeptemberében visszatért Oroszországba ahol a Csaplinka repülőterén rendezte be főhadiszállását. Nem hivatalosan teljesített még bevetéseket, ahol elért egy légi győzelmet.

### Halála

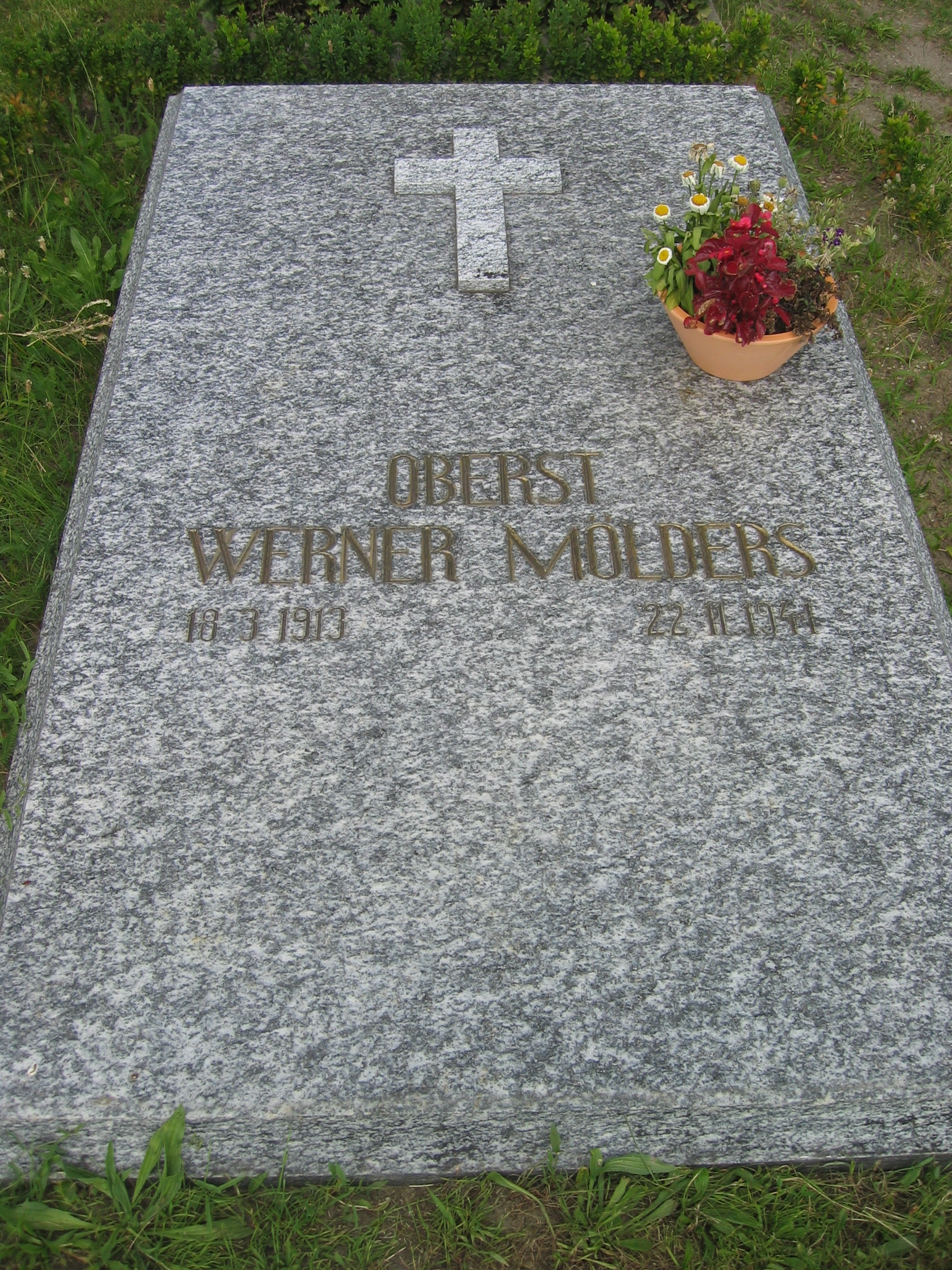
Werner Mölders sírja Berlinben

1941. szeptember 13-án Mölders feleségül vette kedvesét, Luise Baldaufot. Született egy lányuk, Verena. Werner sohasem láthatta leányát. 1941. november 17-én elhunyt Ernst Udet vezérezredes, az első világháború legendás ásza. Mölders november 21-én egy He 111-esen kelt útra Berlinbe, hogy részt vegyen a temetésén. Göring a rossz időjárási körülmények miatt megtiltotta, hogy ő vezessen. A pilótaülésben Georg Kolbe főhadnagy foglalt helyet. Már elhagyták Litzmannstadt városát, amikor a bal motor felmondta a szolgálatot. Kolbe úgy gondolta kibírja az egy motor is Breslau repteréig. A gép sikeresen elérte a repteret, ám többszöri próbálkozásra sem tudott leszállni. Eljött az idő a kényszerleszállásra. A pilóta egy közeli réten akarta lerakni a gépet. A rossz látási viszonyok között az ereszkedés közben későn vettek észre egy gyárépületet. Kolbe hiába akarta felhúznia a gépet, a jobb oldali motor is megállt. Az irányíthatatlan gép az épületnek csapódott, Werner Mölders azonnal meghalt. Gerince eltörött, mellkasa összeroncsolódott.

## Kitüntetések
- Spanyol katonai érdemrend 1939. május 4.
- Spanyol kereszt arany fokozata kardokkal és gyémántokkal 1939. június 6.
- Frontvonali érdemrend arany fokozata gyémántokkal
- Sebesülési érdemrend
- Pilóta és Megfigyelő kitüntetés arany fokozata gyémántokkal
- Vaskereszt
  - Másodosztályú Vaskereszt 1939. szeptember 20.
  - Első osztályú Vaskereszt 1940. április 2.
- A Vaskereszt lovagkeresztje tölgyfalombokkal, kardokkal és briliánsokkal
  - Lovagkereszt 1940. május 29.
  - Tölgyfalombok 1940. szeptember 21.
  - Kardok 1941. június 22.
  - Briliánsok 1941. július 15.